# Biagio Rebecca
Biagio Rebecca (1735-1808) fue un pintor italiano, activo principalmente como decorador al fresco en Inglaterra. Nacido en Roma, su aprendizaje es desconocido. En Inglaterra fue conocido por sus escenas neoclásicas sobre mitología, colaborando con Robert Adam, por ejemplo en la casa Harewood y en el Kedleston Hall. También decoró el Heaton Hall en Prestwich, cerca de Bury, Lancashire. También pintó al fresco el techo del Royal Pavilion en Brighton, Sussex del Este. En Audley End House decoro estancias, pinto numerosos retratos familiares y diseño la vidriera de la capilla por encargo de  Sir John Griffin Griffin. Con Angelica Kauffmann, pintó la antigua sala de lectura de la casa Somerset, casa de la Royal Academy of Arts. Su hijo, John Biagio Rebecca, fue un reconocido arquitecto.